# رالف ويبر (متزحلق جبال الألب)
رالف ويبر هو متزحلق جبال الألب سويسري، ولد في 31 مايو 1993 في سانت غالن في سويسرا.

## وصلات خارجية
- رالف ويبر على موقع الاتحاد الدولي للتزلج (التزلج على المنحدرات الثلجية) (الإنجليزية)